# Esnon
Esnon é uma comuna francesa na região administrativa de Borgonha-Franco-Condado, no departamento de Yonne. Estende-se por uma área de 12 km². Em 2010 a comuna tinha 400 habitantes (densidade: 33,3 hab./km²).